# Kreisarchiv Stormarn
Das Kreisarchiv Stormarn ist das kommunale Archiv des Kreises Stormarn in Schleswig-Holstein. Neben der Sicherung der Überlieferung der Kreisverwaltung Stormarn verwahrt es vielfältige und umfangreiche Sammlungen zur Entwicklung der Region seit der Frühen Neuzeit. Es befindet sich in der Kreisstadt Bad Oldesloe.

## Aufgaben/Zuständigkeiten
Zu den Kernaufgaben des Kreisarchivs gehören die Übernahme, Bewertung und Erschließung von Verwaltungsschriftgut und Sammlungsgut, dessen Bestandserhaltung und Digitalisierung. Im Rahmen der Bestimmungen des Landesarchivgesetzes werden die Bestände für Verwaltung, Forschung und Öffentlichkeit bereitgestellt.
Das Kreisarchiv leistet den Kommunalarchiven im Kreisgebiet fachliche Beratung, unter anderem durch eine jährliche Stormarner Archivtagung. Dem historischen Bildungsauftrag trägt das Kreisarchiv durch Vortragsreihen und Tagungen zur Regionalgeschichte, Ausstellungen zu historischen, kultur- und alltagsgeschichtlichen Themen sowie durch eigene Publikationen Rechnung. Zudem ist es die Koordinationsstelle für das vom Kreis Stormarn und der Sparkassen-Kulturstiftung Stormarn getragene digitale Stormarn Lexikon.

## Struktur
Das Kreisarchiv ist Teil der Kreisverwaltung und seit 2023 dem Fachbereich Inneres zugeordnet. Sechs Personen arbeiten im Kreisarchiv (5,5 Vollzeitstellen); es bildet Fachangestellte für Medien und Informationsdienste Fachrichtung Archiv sowie wissenschaftliche Praktikanten aus und beauftragt projektbezogen Freiberufler.
Die Bestände sind in zehn Hauptgruppen gegliedert:
| - A Vorpreußische Verwaltung und Fremdprovenienzen - B Kreisverwaltung Stormarn - E Einrichtungen des Kreises - F Verbände, Vereine, Stiftungen - G Parteien, Gewerkschaften, Innungen | - H Wirtschafts- und Handwerksbetriebe, Firmen, Unternehmen - I Nachlässe - S Sammlungen - T Audiovisuelle und Digitale Sammlungen - V Zeitungen |

Die wissenschaftliche Präsenzbibliothek ist über den Gemeinsamen Verbundkatalog recherchierbar.

## Geschichte
Die Verwaltung des Kreises Stormarn hatte von 1924 bis zum Zweiten Weltkrieg mit dem Heimatforscher Walter Frahm einen ehrenamtlichen Archivpfleger eingesetzt, der historische Unterlagen sammelte und sicherte. 1948–1976 führte der Heimatforscher Martin Wulf diese Aufgaben fort. 1981 wurde der Kunsthistoriker Johannes Spallek als hauptamtlicher Kreiskulturreferent eingestellt. Ihm oblag zugleich als Kreisarchivleiter die Aufgabe, eine geregelte Übernahme von Verwaltungsunterlagen aufzubauen sowie Projekte zur Erforschung der Geschichte Stormarns zu initiieren. Das Archiv war ab diesem Zeitpunkt dem Hauptamt zugeordnet, 1998 wurde es in den Fachbereich Jugend, Schule und Kultur eingegliedert. 1990 erfolgte die Einrichtung einer Archivarstelle, die 2002 erstmals mit einem ausgebildeten Facharchivar besetzt wurde. Der derzeitige Kreisarchivar nahm seine Tätigkeit zum 1. Oktober 2003 auf.
Das Archiv befand sich zunächst im Stormarnhaus in Wandsbek. Nach der Bombardierung Hamburg-Wandsbeks 1943 und der Verlegung der Kreisverwaltung nach Bad Oldesloe wurden die Unterlagen aus Platzgründen dort auf mehrere Verwaltungsgebäude im Stadtgebiet verteilt. Im Februar 1997 bezog das Kreisarchiv Räumlichkeiten im Neubau in der Mommsenstraße, wo es über zusammenhängende Büros, Benutzerarbeitsplätze sowie circa 350 m² passiv klimatisierte Magazinfläche verfügt. Über die Archivgeschichte, die jährlichen Stormarner Archivtagungen, die historische Bildungsarbeit samt elf Archivausstellungen und zahlreichen Publikationen von 1984 bis zum Jahr 1999 berichtet im Einzelnen ein Aufsatz „Kreisarchiv Stormarn wird zum modernen Dienstleistungsbetrieb ausgebaut“ von Johannes Spallek.
Das Kreisarchiv verwahrt etwa 950 laufende Meter Schriftgut. Rund 86 % bestehen aus Verwaltungsakten des Kreises, aufgrund großer Verluste durch Kriegsschäden hauptsächlich aus der Zeit ab 1950. Hinzu kommen Überlieferungen von Betrieben, deren Gründung der Kreis mitinitiiert hat, wie der Sparkasse Stormarn, der Wirtschafts- und Aufbaugesellschaft Stormarn, der Abfallwirtschaftsgesellschaft Stormarn oder der Fahrbücherei im Kreis Stormarn. Ebenfalls vorhanden sind Unterlagen von Verbänden (z. B. Kreissportverband), Vereinen, Stiftungen, Parteien, Gewerkschaften und Wirtschaftsbetrieben sowie Nachlässe von Personen aus Politik und Kunst.
Stormarner Tageblatt, Lübecker Nachrichten, Ahrensburger, Glinder und Reinbeker/Bergedorfer Zeitung werden gesammelt und vermitteln einen breiten Einblick in die regionale Presselandschaft. Darüber hinaus werden zwei unterschiedliche Stormarnsche Zeitungen (1880–1903 sowie 1939–1945) angeboten. Der Großteil Zeitungen sind digital zugänglich oder befinden sich derzeit in der Digitalisierung.
Des Weiteren besitzt das Archiv rund 400.000 Fotografien, darunter die Nachlässe mehrerer Journalisten wie Raimund Marfels, Bernd Nursey, Ulrike Schwalm, Marion Böckel, 20.000 Dias, mehr als 5.000 Plakate, einige Tausend Karten und Pläne, Ton- und Filmmaterial sowie bislang etwa 200 Zeitzeugeninterviews. Zur Jahrtausendwende nahm das Kreisarchiv die Verzeichnung der Archivalien mit der Archivsoftware Augias auf.

## Leitung
| Leiter            | Titel                           | von/bis |
| ----------------- | ------------------------------- | --- |
| Stefan Watzlawzik | Facharchivar                    | seit 2010 |
| Johannes Spallek  | Kulturreferent als Archivleiter | 1981–2010 Literatur: Artikel von Joachim Wergin und Burkhard von Hennigs: Dr. Johannes Spallek hört auf, in: Jahrbuch für den Kreis Stormarn 2021, 39. Jahrgang, Großhansdorf 2020, Seite 180–181 |
| Martin Wulf       | Ehrenamtliche Archivpfleger     | 1948–1976 Literaturhinweis: Stormarner Heft Nr. 12, Martin Wulf, Heimatkundliche Aufsätze, posthum herausgegeben vom Kreis Stormarn unter der Schriftleitung von Kreiskulturreferent/Kreisarchivleiter Dr. Johannes Spallek, Neumünster 1987. 235 Seiten, Sammelband mit rund 60 Artikeln Wulfs und einem Nachwort von Johannes Spallek zu Person Martin Wulfs und seinen Veröffentlichungen. |
| Walter Frahm      | Ehrenamtliche Archivpfleger     | 1924–1939 |

## Besonderheiten
In der Mediendatenbank des Kreisarchivs stehen mehr als 300.000 digitalisierte Archivalien online zur Verfügung. Ein Teil von ihnen ist auch über das Archivportal D einsehbar.
Das online-Projekt „Wissen teilen“ gibt seit Ende 2019 Interessierten die Möglichkeit, Informationen zu bislang nicht erschlossenen Fotografien beizutragen.